# Espalación de rayos cósmicos
La espalación de rayos cósmicos es una forma natural de que ocurra la fisión nuclear y la nucleosíntesis
Se refiere a la formación de elementos químicos a partir del impacto de rayos cósmicos en un objeto. Los rayos cósmicos son partículas altamente cargadas de energía de fuera de la Tierra, desde electrones desviados a partículas alfa. Estas causan la espalación cuando un rayo cósmico (p.ej. un protón) impacta con materia, incluyendo otros rayos cósmicos. El resultado de la colisión es la expulsión de grandes miembros de nucleones (protones y neutrones) desde el objeto impactado. Este proceso no sólo ocurre en el espacio profundo, también ocurre en las capas altas de la atmósfera debido al impacto de rayos cósmicos.
La espalación de rayos cósmicos produce algunos elementos ligeros como el litio y el boro. Este proceso fue descubierto por accidente en los años 1970. Los modelos de la nucleosíntesis del Big Bang sugieren que la cantidad de deuterio era demasiado grande para ser consistente con la tasa de expansión del Universo y hubo un gran interés en los procesos que podían generar deuterio después del Big Bang.
La espalación de rayos cósmicos fue investigada como un posible proceso para generar deuterio. Según se producía, la espalación no podía generar mucho deuterio y el exceso de deuterio en el Universo podía explicarse asumiendo la existencia de materia oscura no-bariónica. Sin embargo, estudios de la espalación demostraron que podía generar litio y boro. Isótopos del aluminio, berilio, carbono (carbono-14), cloro, yodo y neón, también se formaron a través de la espalación de rayos cósmicos.